# 尖灰蝶
尖灰蝶（Amblopala avidiena）也稱丫灰蝶、歪紋小灰蝶、叉紋小灰蝶、Y紋赭灰蝶，是尖灰蝶屬的一種蝴蝶。

## 描述
本種為中小型灰蝶，無雌雄二型性，雌雄外型相似。體背為深褐色，腹面赭色或紅褐混灰白。頭部具毛，頂部赭色，額為褐混赭毛，複眼具白色輪緣與短毛，觸角深褐有白環，下唇鬚前伸，第三節短小，混有褐、赭與白毛。
足為赭色，帶深褐條紋，雄蝶前足跗節癒合、末端鈍；雌蝶不癒合。
前翅長17-19 mm，呈接近直角的三角形，翅端截平，前緣略弧。後翅卵形，前外緣交接處具明顯角突，1A+2A脈末端突起成細尖尾突。翅背面底色深褐，具紫藍色金屬光澤斑紋，雄蝶前翅藍斑範圍較大，前翅近翅頂有橙色斑。翅腹面色彩多樣：前翅外緣與後翅為赭色，其餘前翅區域為灰或土黃色，外緣具白線，中室末端有白色短紋；後翅中央具明顯Y字形帶紋。緣毛為褐或紅褐色。

## 分布
本種分布於中國華南、華東、華西、喜馬拉雅、印度北部。台灣本島中海拔地區有分布，過去被視為是相當珍稀的物種，事實上是因為本種的成蟲只發生於早春，使得觀察記錄較少。

## 亞種
- Amblopala avidiena avidiena (Hewitson, 1877)（模式種，中國）
- Amblopala avidiena nepalica (Eliot, 1987)（尼泊爾）
- Amblopala avidiena y-fasciata (Sonan, 1929)（台灣）

## 生態習性
本種幼蟲以豆科合歡為食，一年一世代，成蟲於冬末至春初時期出現。

## 資料來源
1. ↑  徐堉峰，梁家源，黃智偉. . 行政院農業委員會林務局. 2020-04. ISBN 9789865440985.
2. ↑  徐堉峰. . 台中市: 晨星出版社. 2013. ISBN 978-986-177-670-5.

## 外部連結
- 维基共享资源上的相關多媒體資源：尖灰蝶
- 維基物種上的相關：尖灰蝶